# Ulee Cot Seupeng
Ulee Cot Seupeng is een bestuurslaag in het regentschap Pidie van de provincie Atjeh, Indonesië. Ulee Cot Seupeng telt 247 inwoners (volkstelling 2010).